# Sebastian Pașcanu
Sebastian Pașcanu (n. 5 noiembrie 1966, Moreni, Dâmbovița) este un episcop român, membru al Sfântului Sinod al Bisericii Ortodoxe Române. Între 1988-1992 a fost student al Facultății de Teologie din București. Între 1992-1997 a urmat studii doctorale la Facultatea de Teologie din Salonic. În data de 25 martie 2001 a fost ales ca episcop vicar al Arhiepiscopiei Bucureștilor, iar în prezent este episcop al Episcopiei Ortodoxe Române a Slatinei și Romanaților.

## Distincții
A fost decorat în februarie 2004 cu Ordinul Meritul Cultural în grad de Comandor, Categoria G - „Cultele”, „în semn de apreciere deosebită pentru activitatea susținută în domeniul cultelor, pentru spiritul ecumenic și civic dovedit și pentru contribuția avută la întărirea legăturilor interconfesionale, de bună și pașnică conviețuire între toți oamenii”.

## Controverse
În data de 7 august 2017 Gazeta Oltului a publicat un articol cu privire la relațiile sexuale dintre episcopii Sebastian Pașcanu și Ciprian Spiridon. Informația a fost preluată de B1 TV.